# Taux de change effectif
Le taux de change effectif est le taux de change d'une zone monétaire, mesuré comme une somme pondérée des taux de change avec les différents partenaires commerciaux et concurrents.
On mesure le taux de change effectif nominal (TCEN) avec les parités nominales et le taux de change effectif réel, avec la prise en compte pour ce dernier des indices de prix et de leurs évolutions.
Le taux de change effectif nominal n’est pas un bon indicateur de la compétitivité-prix car il ne tient pas compte de l’évolution des prix entre le pays émetteur de la monnaie pour laquelle on calcule le TCEN et ses partenaires commerciaux. Il convient alors de calculer le taux de change effectif réel.